# Robert Christie Buchanan
Pour les articles homonymes, voir Buchanan.
Robert Christie Buchanan (1er mars 1811 - 29 novembre 1878) est un officier américain qui a servi lors de la guerre américano-mexicaine puis est devenu général dans l'armée de l'Union pendant la guerre de Sécession. Lors d'une carrière qui a duré plus de quarante ans, Buchanan a tenu de nombreux commandement (y compris plusieurs forts) et a reçu plusieurs citations pour actes de bravoure et de service distingué.

## Avant la guerre
Buchanan naît le 1er mars 1811 à Baltimore, dans le Maryland. Il est le neveu par alliance du président John Quincy Adams, et reçoit sa nomination à l'académie militaire américaine de West Point pendant l'administration d'Adams (la sœur de sa mère est Louisa Adams, la première dame). Il est diplômé de l'académie en 1830 et est affecté au 4e régiment d'infanterie en tant que second lieutenant breveté. Ses affectations comprennent un service lors de la guerre de Black Hawk (il est chargé de canonnières au cours de la bataille de Bad Axe) et contre les Séminoles, ainsi que dans le déplacement des Cherokees vers le territoire indien. Il est promu capitaine lors de son service en Floride.

### Guerre américano-mexicaine
Buchanan participé à la guerre contre le Mexique au commandement de volontaires du Maryland. Il participe aux batailles de Chapultepec, Palo Alto, Resaca de la Palma, Molino del Rey, et à la capture de la ville de Mexico. Pour son service au Mexique, Buchanan est breveté deux fois en reconnaissance de sa bravoure dans l'action. En 1847, Buchanan devient un membre vétéran du club aztèque de 1847, une société militaire d'officiers qui ont servi lors de la guerre contre le Mexique.
Après la guerre, Buchanan est affecté à divers postes et dans le service de recrutement. En 1853, le 4e d'infanterie est affecté sur la côte du Pacifique. Il s'établit à fort Humboldt. Le capitaine Ulysses S. Grant est sous ses ordres. Lorsque les problèmes de boisson de Grant commencent à affecter ses fonctions, Buchanan aurait demandé et reçu la démission de l'armée de Grant.
En 1855, Buchanan est promu commandant. Il commande de Fort Humboldt le district du Sud de l'Oregon et de Californie du Nord, et participe aux guerres des Rogue River dans l'Oregon.

## Guerre de Sécession
Buchanan est en poste à San Francisco, en Californie, au début de la guerre de Sécession. Il reçoit l'ordre de partir vers l'est, et son régiment est placé aux défenses environnant Washington, D. C. Il est promu lieutenant colonel dans l'armée régulière le 9 septembre 1861 et reçoit le commandement d'une brigade dans ce qui devient l'armée du Potomac. Il participé à la campagne de la Péninsule, y compris la bataille de Yorktown, et à la bataille des Sept Jours, y compris la bataille de Gaines's Mill, la bataille de Glendale, et la bataille de Malvern Hill. Il combat ensuite lors de la campagne de Virginie du Nord dans la seconde bataille de Bull Run.
Buchanan, alors surnommé « Old Buck » (le vieux Buck) par ses hommes, il commande la 1st brigade de la 2nd division, Ve corps au cours de la campagne du Maryland (au sein des réguliers du brigadier général George Sykes). À Antietam, Buchanan proteste vivement contre une décision de stopper son avance sur ce qu'il maintient être une partie mal défendue de la ligne ennemie. À son avis, ses réguliers auraient pu et auraient dû emporter Cemetery Hill, défendue principalement par l'artillerie avec seulement le soutien de la brigade réduite de Richard B. Garnett de Virginie.
Buchanan est nommé brigadier général des volontaires, le 29 novembre 1862, mais sa nomination expire le 4 mars 1863, n'ayant pas été confirmée par le sénat américain,. Peu de temps après cette nomination, et avant son expiration, Buchanan combat lors de la bataille de Fredericksburg.
Buchanan part ensuite en service de recrutement et deux mois plus tard est placé au commandement de la défense de fort Delaware, un camp de prisonniers de guerre, de mars à avril, 1863,. Il est ensuite marshall prévôt général adjoint à Trenton, dans le New Jersey, du 29 avril 1863 au 8 novembre 1864. Le 8 février 1864, il est promu colonel du 1st U.S. Infantry Regiment par le biais de l'ancienneté,.
Pour son service à la bataille de Malvern Hill, Buchanan est breveté brigadier-général, de l'armée américaine, avec une date de prise de rang au 13 mars 1865. En reconnaissance du service de Buchanan lors de la seconde bataille de Bull Run et de la bataille de Fredericksburg, le 30 juin 1866, le président Andrew Johnson nomme Buchanan pour un brevet de major-général de l'armée américaine, avec une date de prise de rang au 13 mars 1865, et le sénat américaine confirme la nomination le 25 juillet 1866.

## Après la guerre
Après la guerre, en tant que colonel dans l'armée régulière, Buchanan est placé au commandement de la 1st U.S. Infantry à la Nouvelle-Orléans et contribue à l'application des activités de la Reconstruction avec ses hommes. Par la suite, il commande le département de Louisiane, et sert ensuite au bureau des Affranchis. Une nouvelle nomination de Buchanan en tant que brigadier général est déposée le 15 octobre 1868 auprès du sénat américain et n'est pas suivie d'effet.
Il prend sa retraite de l'armée le 31 décembre 1870. Au moment de sa retraite, il commande la fort Porter à New York.
Robert C. Buchanan meurt à Washington D.C. le 29 novembre 1878 et est enterré dans le cimetière de Rock Creek.